# Туранец, Йозеф
Йозеф Туранец (словац. Jozef Turanec; 7 марта 1892, Сучаны — 9 марта 1957, Леопольдовская тюрьма) — словацкий военный деятель периода марионеточного прогерманского правительства Йозефа Тисо (1939—1944).
Учился в гимназии в Ружомбероке, проучился 8 семестров на юридическом факультете в Братиславе, в 1920 году закончил военные курсы. В 1919—1939 годах — в армии Чехословакии, с 1939 года — в армии Первой Словацкой республики. Командовал «Быстрой дивизией», воевавшей на территории СССР. С января — командующий войсками в Банской Быстрице, участвовал в подавлении Словацкого народного восстания, с 25 августа 1944 года (после добровольной сдачи в плен прежнего министра обороны Ф.Чатлоша) — главнокомандующий словацкой армии.
29 августа 1944 года взят в плен на аэродроме Три Дуба и вместе с Чатлошем перевезен в СССР.
Возвращён в Чехословакию в 1947 году, осуждён народным судом к 30 годам заключения.
Умер в заключении от болезни желчного пузыря.

## Личные качества
Туранец пользовался уважением среди солдат и офицеров как энергичный и справедливый командир, а также как защитник гражданского населения во время боевых действий Быстрой дивизии в СССР. В то же время, многие отмечали его откровенную симпатию к немцам, которых он явно ставил выше чехов и венгров, а также нетерпимость к коммунистам, которая сложилась ещё под впечатлением от гражданской войны в бывшей Российской империи и боёв против Венгерской советской республики, и ещё более усилилась под впечатлением от уровня жизни советских крестьян, который он увидел во время войны против СССР.
Туранец активно конфликтовал с главнокомандующим Ф. Чатлошем, обвиняя его в присвоении его заслуг на фронте, фаворитизме и подрыве воинской дисциплины. В 1944 г., оказавшись в плену вместе с Чатлошем, вначале долго требовал перевести его в одиночную камеру или к немцам. Позднее в заключении возобновил постоянное общение с Чатлошем и даже играл с ним в шахматы, но держался отстранённо.
Туранец активно покровительствовал Я. Голиану — будущему лидеру Словацкого восстания. Захватив Туранца в плен, Голиан потребовал корректного обращения с ним (однако это требование не было выполнено).